# 1210. grenadirski polk (Wehrmacht)
1210. grenadirski polk (izvirno nemško 1210. Grenadier-Regiment; kratica 1210. GR) je bil pehotni polk Heera v času druge svetovne vojne.

## Zgodovina
Polk je bil ustanovljen 9. oktobra 1944 kot sestavni del 159. pehotne divizije iz ostankov 251. rezervnega grenadirskega polka; uničen je bil februarja 1945 v Alzaciji.